# Balimela
Balimela là một thị xã và là nơi đặt Ủy ban khu vực quy hoạch (notified area committee) của quận Malkangiri thuộc bang Orissa, Ấn Độ.

## Địa lý
Balimela có vị trí 18°15′B 82°08′Đ / 18,25°B 82,13°Đ Nó có độ cao trung bình là 418 mét (1371 foot).

## Nhân khẩu
Theo điều tra dân số năm 2001 của Ấn Độ, Balimela có dân số 11.500 người. Phái nam chiếm 52% tổng số dân và phái nữ chiếm 48%. Balimela có tỷ lệ 57% biết đọc biết viết, thấp hơn tỷ lệ trung bình toàn quốc là 59,5%: tỷ lệ cho phái nam là 66%, và tỷ lệ cho phái nữ là 47%. Tại Balimela, 13% dân số nhỏ hơn 6 tuổi.